# 딸들 자유연애를 구가하다
《딸들 자유연애를 구가하다》는 하유상(河有祥, 1928- )의 작품이다. 1957년 국립극단 현상입선작으로 박진(朴珍)이 연출했다. 1950년대의 희곡이 거의 비극이고 희극이 전무한 상태에서 이 작품은 당시 상당한 인기를 모았다. 1910년대에 춘원(春園)이 자유연애를 주장하고 나서 40년이 흐른 뒤 달라진 세태(世態)를 반영하는 이 희극에서 우리는 한국인의 결혼에 대한 의식의 변천을 가늠해 볼 수 있다.  연애결혼을 하기 위해 투쟁했던 경력을 가진 부모는 자식들의 새로운 연애에 접하자 반대한다. 어머니는 중매결혼을 주장하는 파인데 그 이유는, 연애결혼에 실패하여 첫날밤에 미국으로 달아난 남편을 기다리는 큰딸이 이층방에 처박혀 두문불출하기 때문이다. 그리하여 큰딸을 '민주주의 원칙에 의한 자유의사로 불행해진 본보기'로 보고 남은 두 딸의 자유연애에 제동을 가한다. 그러나 평생 불행할 줄만 알았던 큰딸의 남편이 과오를 뉘우치고 돌아와 재결합함으로써 웃음을 되찾게 되자, 자유연애는 할 수 있는 것, 해도 좋은 것이 된다. 이것이 계기가 되어 둘째 딸도 무사히 연인과의 결합이 가능해진다.